# Житомирський державний університет імені Івана Франка
Житомирський державний університет імені Івана Франка (ЖДУ імені Івана Франка) — найстаріший вищий навчальний заклад Житомирщини. Заснований у 1919 році як «Волинський педагогічний інститут».

## Історія

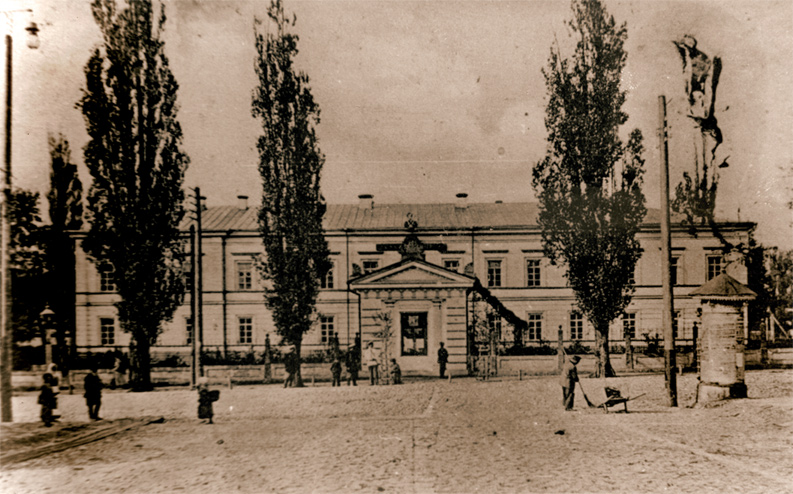
Корпус інституту у 20-х рр. XX ст.

Житомирський державний університет імені Івана Франка розвивав та акумулював у собі столітні традиції та найновіші досягнення освітньої думки, наукові відкриття та виховні ідеали, починаючі від початку XVIII століття до сучасності.
1726 року в столиці Волинського воєводства був відкритий перший академічний навчальний заклад – єзуїтський колегіум із трьома граматичними класами, який 1773 року був реорганізований в академічну відділову школу із семирічним курсом навчання, що 1797 року отримала статус повітової шляхетської школи і була перетворена 1833 року у Волинську губернську гімназію – Житомирську чоловічу гімназію, котра після відкриття 1896 року Житомирської 2 чоловічої гімназії на вулиці Старожандармській (тепер корпус природничого факультету університету) була перейменована в Першу Житомирську чоловічу гімназію, де навчався зокрема В'ячеслав Липинський.
Згідно з Законом Української народної республіки від 26 січня 1919 року, проголошувалося відкриття Учительського інституту в Житомирі.
16 жовтня 1919 року було відкрито педагогічний інститут – перший вищий навчальний заклад Житомирщини. Він успадкував матеріальну базу гімназії, її бібліотеку, музей, метеорологічну станцію, до нового навчального закладу перейшли працювати багато викладачів. Спочатку інститут мав назву Волинського, а згодом – Житомирського педагогічного.
1926 року, вшановуючи 70-ту річницю від дня народження Івана Франка, радянський уряд України ухвалив рішення присвоїти ім’я письменника Житомирському інституту народної освіти.
У 1999 році Житомирський педагогічний інститут імені Івана Франка був реорганізований у Житомирський педагогічний університет імені Івана Франка, а в 2004 р. у Житомирський державний університет імені Івана Франка.

### Ректори університету
- Абрамович Петро Никандрович (1919—1920)
- Михалевич Микола Андроникович (12.1920—03.1922)
- … (відомості відсутні) (03.1922—1923)
- Яневич Михайло Васильович (1924—1925)
- Коник Климентій Йосипович (1925—02.1928)
- Гоца Василь Пилипович (11.1928—08.1933)
- Новак Микола Григорович (1933—03.1935)
- Табакмахер Ківа Маркович (03.1935—08.1936)
- Пантелеєв Олексій Севастьянович (09.1936—08.1937)
- Запісоцький Дмитро Йосипович (09.1937—08.1938)
- Стрельцов Олександр Андрійович (09.1938—07.1939)
- Павловський Антон Вікторович (07.1939—06.1941)
- Чуприна Василь Микитович (07.1944—03.1945)
- Фіалко Юхим Ерастович (03.1945—07.1946)
- Ковмір Юхим Омелянович (08.1946—08.1957)
- Осляк Іван Федорович (01.1958—09.1973)
- Горностай Петро Сидорович (12.1973—1986)
- Кучерук Іван Митрофанович (10.1986—05.2002)
- Саух Петро Юрійович (10.2002—07.2017)
- Киричук Галина Євгеніївна (03.2018)

## Структурні підрозділи

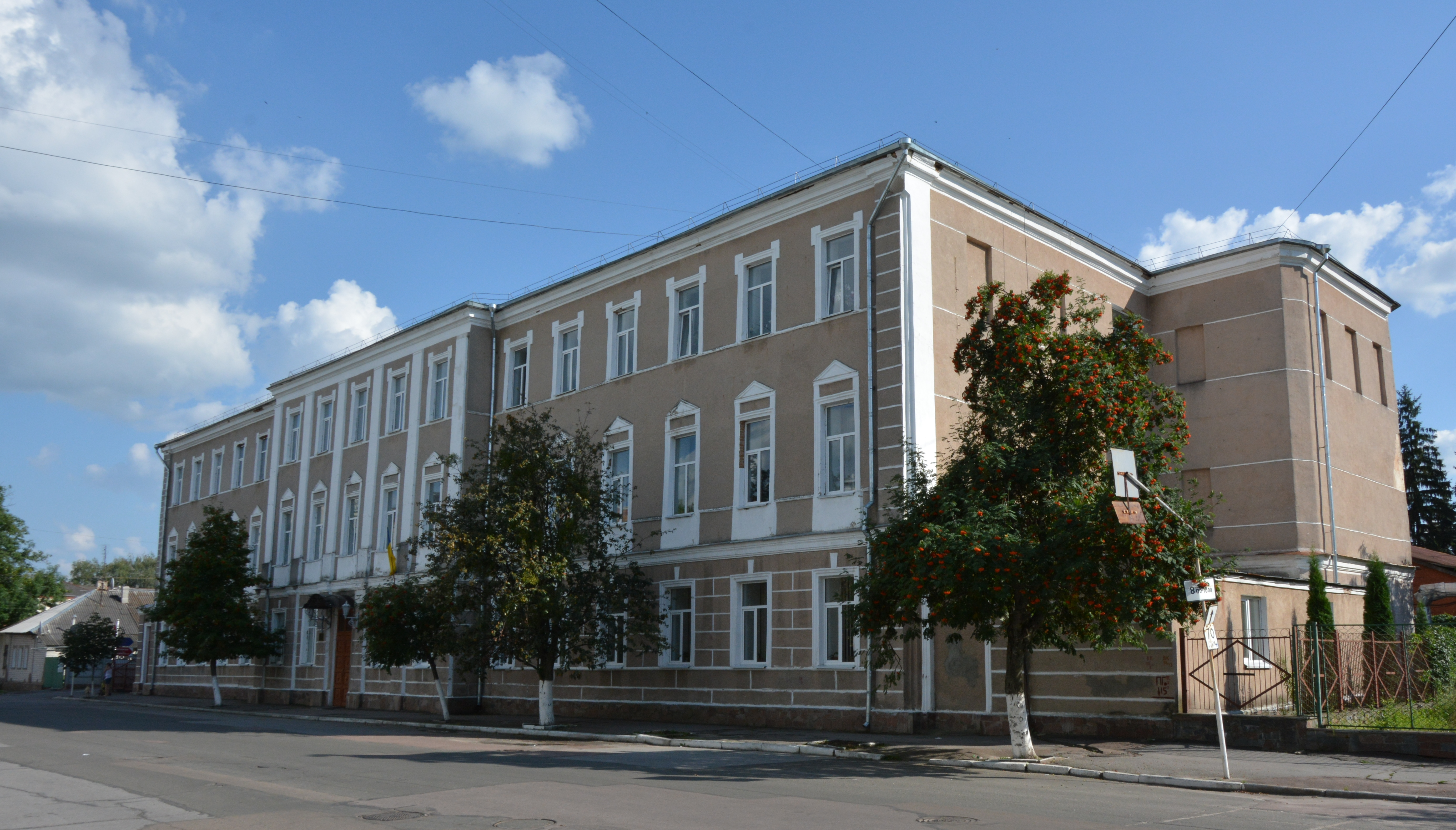
Природничий факультет Житомирського державного університету ім. І. Франка (колишня Друга чоловіча гімназія)

### Інститути
- Навчально-науковий інститут іноземної філології [Архівовано 3 серпня 2014 у Wayback Machine.]
- Навчально-науковий інститут педагогіки [Архівовано 3 серпня 2014 у Wayback Machine.]
- Навчально-науковий інститут філології та журналістики

### Факультети
- Історичний факультет
- Природничий факультет [Архівовано 25 березня 2010 у Wayback Machine.]
- Соціально-психологічний факультет
- Фізико-математичний факультет [Архівовано 28 березня 2010 у Wayback Machine.]
- Факультет фізичного виховання і спорту [Архівовано 29 травня 2010 у Wayback Machine.]

### Підрозділи
- Центр післядипломної освіти та довишівської підготовки [Архівовано 28 травня 2010 у Wayback Machine.]
- Науково-дослідна агробіостанція [Архівовано 11 жовтня 2014 у Wayback Machine.]
- Астрономічний науково-дослідний центр [Архівовано 11 жовтня 2014 у Wayback Machine.]
- Музеї університету [Архівовано 11 жовтня 2014 у Wayback Machine.]
- Навчальний відділ [Архівовано 11 жовтня 2014 у Wayback Machine.]
- Навчально-методичний відділ [Архівовано 11 жовтня 2014 у Wayback Machine.]
- Відділ аспірантури і докторантури [Архівовано 3 серпня 2014 у Wayback Machine.]
- Відділ міжнародних та регіональних зв'язків [Архівовано 3 серпня 2014 у Wayback Machine.]
- Студентський Інформаційний Центр [Архівовано 3 серпня 2014 у Wayback Machine.]
- Кар'єр-центр [Архівовано 7 квітня 2021 у Wayback Machine.]
- Відділ моніторингу якості освіти [Архівовано 7 квітня 2021 у Wayback Machine.]
- Бібліотека [Архівовано 15 червня 2022 у Wayback Machine.]
- Агробіологічна станція [Архівовано 7 квітня 2021 у Wayback Machine.]

### Наукові школи, центри, лабораторії
- Житомирська наукова малакологічна школа
- Житомирське математичне товариство
- Педагогічні аспекти обдарованості [Архівовано 23 квітня 2021 у Wayback Machine.]
- Теоретико-методичні основи управління системою фізичного виховання студентів-спортсменів [Архівовано 23 квітня 2021 у Wayback Machine.]
- Підготовка магістрів до педагогічної діяльності [Архівовано 23 квітня 2021 у Wayback Machine.]
- Професійно-педагогічна підготовка майбутніх учителів [Архівовано 14 червня 2021 у Wayback Machine.]
- Ідентичність у глобалізованому світі [Архівовано 23 квітня 2021 у Wayback Machine.]
- Поліська діалектологічна школа імені професора М. Никончука [Архівовано 23 квітня 2021 у Wayback Machine.]
- Проблеми семантики у світлі структурно-функціональної теорії інформації [Архівовано 25 серпня 2021 у Wayback Machine.]
- Соціально-педагогічний супровід дітей груп ризику [Архівовано 23 квітня 2021 у Wayback Machine.]
- Теорія та історія драми [Архівовано 23 квітня 2021 у Wayback Machine.]
- Центри [Архівовано 7 квітня 2021 у Wayback Machine.]
- Лабораторії [Архівовано 7 квітня 2021 у Wayback Machine.]

## Наука

### Наукова діяльність
Сторінки з Категорія:Науковці Житомирського державного університету імені Івана Франка

### Наукова періодика
- Вісник Житомирського державного університету імені Івана Франка. Педагогічні науки [Архівовано 2 червня 2022 у Wayback Machine.]
- Вісник Житомирського державного університету імені Івана Франка. Філологічні науки [Архівовано 15 червня 2022 у Wayback Machine.]
- Вісник Житомирського державного університету імені Івана Франка. Філософські науки [Архівовано 8 квітня 2022 у Wayback Machine.]
- Українська полоністика [Архівовано 2 грудня 2014 у Wayback Machine.]
- Інтермарум: історія, політика, культура [Архівовано 15 червня 2022 у Wayback Machine.]
- Економіка. Управління. Інновації [Архівовано 10 червня 2022 у Wayback Machine.] (електронне видання)
- Фізична культура, спорт та здоров’я нації: збірник наукових праць

## Електронні ресурси
- Електронна бібліотека університету [Архівовано 10 грудня 2009 у Wayback Machine.]
- Електронний каталог [Архівовано 3 серпня 2014 у Wayback Machine.]
- Електронний бібліотечний каталог НТК «Драматургія» ННІ іноземної філології (нім.)
- Система пошуку у відкритих архівах України [Архівовано 15 березня 2022 у Wayback Machine.]
- Портал ZDU PROJECT [Архівовано 7 серпня 2014 у Wayback Machine.]
- Contest.UA — система для проведення дистанційних конкурсів наукових робіт [Архівовано 15 вересня 2014 у Wayback Machine.]

## Науковці
- Ахметов Рустам Фагімович — завідувач кафедри теоретико-методичних основ фізичного виховання та спорту, професор, доктор наук з фізичного виховання та спорту, заслужений працівник фізичної культури та спорту України, майстер спорту СРСР міжнародного класу.
- Віленський Володимир Олексійович — професор кафедри хімії, доктор хімічних наук, старший науковий співробітник.
- Герасимчук Андрій Андрійович — професор кафедри філософії та політології, доктор філософських наук.
- Єршов Володимир Олегович — доктор філологічних наук кафедри української та зарубіжної літератури, професор.
- Киричук Галина Євгеніївна — ректор університету, професор, доктор біологічних наук, заслужений працівник освіти України.
- Козловець Микола Адамович — професор кафедри філософії та політології, доктор філософських наук.
- Мойсієнко Віктор Михайлович — професор кафедри української мови, доктор філологічних наук, професор, голова вченої ради університету.
- Огірко Ігор Васильович — професор кафедри комп'ютерних наук та інформаційних технологій, доктор фізико-математичних наук.
- Партико Зіновій Васильович — професор кафедри журналістики та дидактичної філології, професор, доктор філологічних наук.
- Пінчук Степан Петрович — завідувач кафедри української літератури (1965—1975), доктор філологічних наук
- Слюсар Вадим Миколайович — доцент кафедри філософії та політології, доктор філософських наук.
- Соколовський Олег Леонідович — доктор філософських наук, доцент кафедри філософії та політології
- Стадниченко Агнеса Полікарпівна — доктор біологічних наук, професор кафедри зоології, біологічного моніторингу та охорони природи, Академік Академії наук вищої школи України, заслужений працівник освіти України, український вчений-біолог.
- Чирков Олександр Семенович — професор кафедри германської філології та зарубіжної літератури, доктор філологічних наук, почесний професор ЖДУ ім. Івана Франка, академік АН ВО України, заслужений працівник освіти України, член Національної спілки театральних діячів України.

## Відомі випускники
- Теміргалі Абільмажинов -  голова Північно-Казахстанської обласної філії громадського об'єднання «Галузева професійна спілка працівників державних, банківських установ та громадського обслуговування».
- Бейсенбек Акжалов -  секретар масліхатів міста Семей (Східно-Казахстанської області), кандидат педагогічних наук, доцент, академік Міжнародної академії інформатизації (Алмати).
- Олена Антонова -  доктор педагогічних наук, професор, Віце-президент Академії міжнародного співробітництва з креативної педагогіки «Полісся», заступник голови спеціалізованої вченої ради по захисту докторських та кандидатських дисертацій Д 14.053.01 з педагогіки, завідувач кафедри педагогіки, професійної освіти та управління освітніми закладами.
- Антон Білорус —  педагог, кандидат геолого-мінералогічних наук, доцент Кіровоградського, Херсонського педінститутів та Київського університету.
- Володимир Бондарчук —  вчений-геолог, доктор геолого-мінералогічних наук, професор, академік НАН України, ректор Київського університету (1941, 1944—1951).
- Олег Бондарчук —  політик та юрист, народний депутат України 7-го скликання.
- Наталія Бордюг -  доктор педагогічних наук, директорка Комунального закладу позашкільної освіти  "Обласний еколого-натуралістичний центр" Житомирської обласної Ради.
- Олексій Будник -  артист хору  Фольклорного ансамблю національного обряду «Родослав».
- Микола Весельський -  український орнітолог, таксидерміст, учасник трьох Українських антарктичних експедицій ( 2013-2014, 2015—2016, 2018 рр.).
- Алла Виговська -  заступник директора з виховної роботи Житомирської загальноосвітньої спеціалізованої школи І-ІІІ ступенів № 16, учитель початкових класів, учитель мистецтва
- Наталя Влащенко —  український театрознавець, сценарист, драматург, колумніст.
- Тамара Гаврилюк –  МСМК з легкої атлетики, переможниця Всесвітньої універсіади в складі збірної команди України зі спортивної ходьби на 20 км (2017 р.).
- Олена Галагуза —  українська журналістка телебачення, радіо, друкованих ЗМІ, блогерка, громадська активістка, депутат Житомирської обласної ради.
- Володимир Даниленко —  письменник-прозаїк, критик, літературознавець.
- Володимир Демчук –  ЗМС з кікбоксингу, Чемпіон Світу з кікбоксингу (2013 р.), переможець Кубку Світу «Best Fighter» (2012, 2013 р), срібний призер ІІ Всесвітніх ігор бойових мистецтв з кікбоксингу (2013 р.), Чемпіон Європи (2014 р.), переможець Кубку Світу WAKO (2015 р.).
- Індіра Джумагаліева -  науковий співробітник кафедри АТ «Національний центр підвищення кваліфікації «Өрлеу» Інституту підвищення кваліфікації педпрацівників Мангістауської області, тренер по трьом напрямкам міжнародного сертифікування.
- Юлія Єлістратова –  МСМК з триатлону, переможниця Кубку світу (2010, 2015, 2018 р), триразова учасниця Олімпійських ігор (2008, 2012, 2016 р.).
- Олена Житова -  доктор біологічних наук, професор, завідувач кафедри екології лісу та безпеки життєдіяльності Поліського національного університету.
- Галина Киричук —  ректор Житомирського державного університету імені Івана Франка, професор, доктор біологічних наук, заслужений працівник освіти України.
- Богдан Кицак -  український педагог, громадський діяч. Народний депутат України 9-го скликання. Член Комітету Верховної Ради з питань економічного розвитку.
- Коваленко Людмила –  МСМК з легкої атлетики, учасниця Олімпійських ігор в Лондоні (2012 р.).
- Євген Концевич —  письменник, «шістдесятник», член Всеукраїнського товариства політичних в'язнів і репресованих. Почесний громадянин Житомира.
- Володимир Кочубей —  український археолог, краєзнавець, дослідник історії Південно-Східної Волині, перший директор Шепетівського краєзнавчого музею.
- Петро Кухарчук -  український письменник, педагог, професор, кандидат наук з державного управління, науковий кореспондент лабораторії управління освітніми закладами Інституту педагогіки НАПН України, член Національної Спілки письменників України, відомий під псевдонімом Ладо Орій.
- Віктор Лонський –  МСМК з легкої атлетики, бронзовий призер чемпіонату Європи серед молоді (2017 р.).
- Мазур Владислав –  МСМК з легкої атлетики, чемпіон Європи серед молоді (2017 р.).
- Віра Макресова –  ЗМС з кікбоксингу та МСМК з боксу, чемпіонка Європи з кікбоксингу (2005, 2008 р), чемпіонка світу з кікбоксингу (2007 р.), переможець міжнародного турніру класа «А» «Ахмет Комер» з боксу (2009 р.), переможець Кубку Світу «Best Fighter» (2011 р.).
- Ірина Марченко -  генеральний директор «Продюсерського центру Ірени Марченко».
- Наталія Мосейчук —  українська телеведуча, журналістка, ведуча ТСН на каналі 1+1, куратор соціального проєкту «Право на освіту».
- Олександра Мохорт –  МСМК зі спортивної аеробіки, бронзова призерка Чемпіонату світу зі спортивної аеробіки(2018 р.).
- Дмитро Нікітін –  МСМК з легкої атлетики, срібний призер чемпіонату світу серед юнаків (2015 р.), бронзовий призер чемпіонату Європи серед юнаків (2016 р.), срібний призер чемпіонату Європи серед юніорів (2017 р.).
- Вадим Новіцький –  ведучий, капітан команди Ліги Сміху «30+».
- Ірина Опанащук (Вітвіцька) -  вчитель музики, етики, естетики і художньої культури КПСМНЗ музична школа № 5 м. Житомира, керівник Зразкового хору старших класів «ESTRELLA», викладач по класу сольного співу.
- Пахнюк Петро –  МСМК зі спортивної гімнастики, призер Всесвітніх Універсіад (2013, 2017 р.), фіналіст Олімпійських Ігор (2016 р.), чемніон Європи у командій першості (2020 р.).
- Поплавська Марина —  українська акторка, учасниця проєктів «Дизель Студіо» (скетч-ком «На трьох», концертне шоу «Дизель Шоу»). Лауреатка Міжнародного музичного фестивалю КВН (імені Ріхтера), двічі чемпіон Асоціації КВН України, керівник і продюсер телевізійної команди КВН «Дівчата з Житомира», багаторазова учасниця телепрограм на ОРТ, 1+1, ТЕТ, ICTV, Інтер.
- Олена Розенблат –  співзасновниця та керівник громадської організації «За Житомир твоєї мрії», благодійного фонду «Фонд родини Розенблат». Двічі переможець у номінації «Меценат року» Національного конкурсу «Благодійна Україна».
- Ніна Савченко –  член Республіканської Асамблеї народу Республіки Казахстану.
- Людмила Славова –  доктор філологічних наук, професор завідувач кафедри теорії і практики перекладу з англійської мови Інституту філології Київського національного університету імені Тараса Шевченка.
- Сергій Стельникович -  професор кафедри історії України, доктор історичних наук, доцент, «Молодий науковець року» Житомирського державного університету ім. І. Франка (у 2010, 2015, 2016, 2018 роках). Лауреат Всеукраїнської премії імені Івана Огієнка.
- Ігор Татарчук —  телеведучий та журналіст, ведучий телепередач «Час: Новин» та «Вікно в Європу» на 5-му каналі.
- Борис Тен —  поет і перекладач; член Спілки письменників України (1957).
- Олег Фасоля – директор Департаменту освіти Хмельницької ОДА (2014-2021), кандидат педагогічних наук, активний учасник Шведсько-українського проекту «Підтримка децентралізації в Україні».
- Олександр Чирков -  професор, доктор філологічних наук, академік АН ВО України, заслужений працівник освіти України, член Національної спілки театральних діячів України.
- Наталія Шиліна -  заступник директора з навчально-виховної роботи Житомирської міської гімназії № 3.
- Володимир Шинкарук —  український поет, прозаїк, композитор, бард-виконавець. Професор Житомирського державного університету імені Івана Франка. Почесний громадянин Житомира.
- Вікторія Шиманська –  кандидат економічних наук, доцент, директор Житомирської філії КІБІТ.
- Олександр Яремчук -  заслужений артист України, артист-вокаліст у Житомирському академічному музично-драматичному театрі ім. Івана Кочерги.
- Яніна Яремчук -  заслужена артистка України, артистка-вокалістка у Житомирському академічному музично-драматичному театрі ім. Івана Кочерги, артистка хору  Академічної хорової капели «Орея».